# Spiritualisme français
Pour les articles homonymes, voir Spiritualisme.
Pour le courant philosophique en général, voir Spiritualisme (philosophie).
Le spiritualisme français est un courant philosophique né en France à la fin du XVIIIe siècle et qui s'achève au milieu du XXe. Il met l'accent sur l'esprit comme réalité indépendante de la matière, et comme principe d'explication de la nature.

## Caractéristiques du courant et principaux auteurs

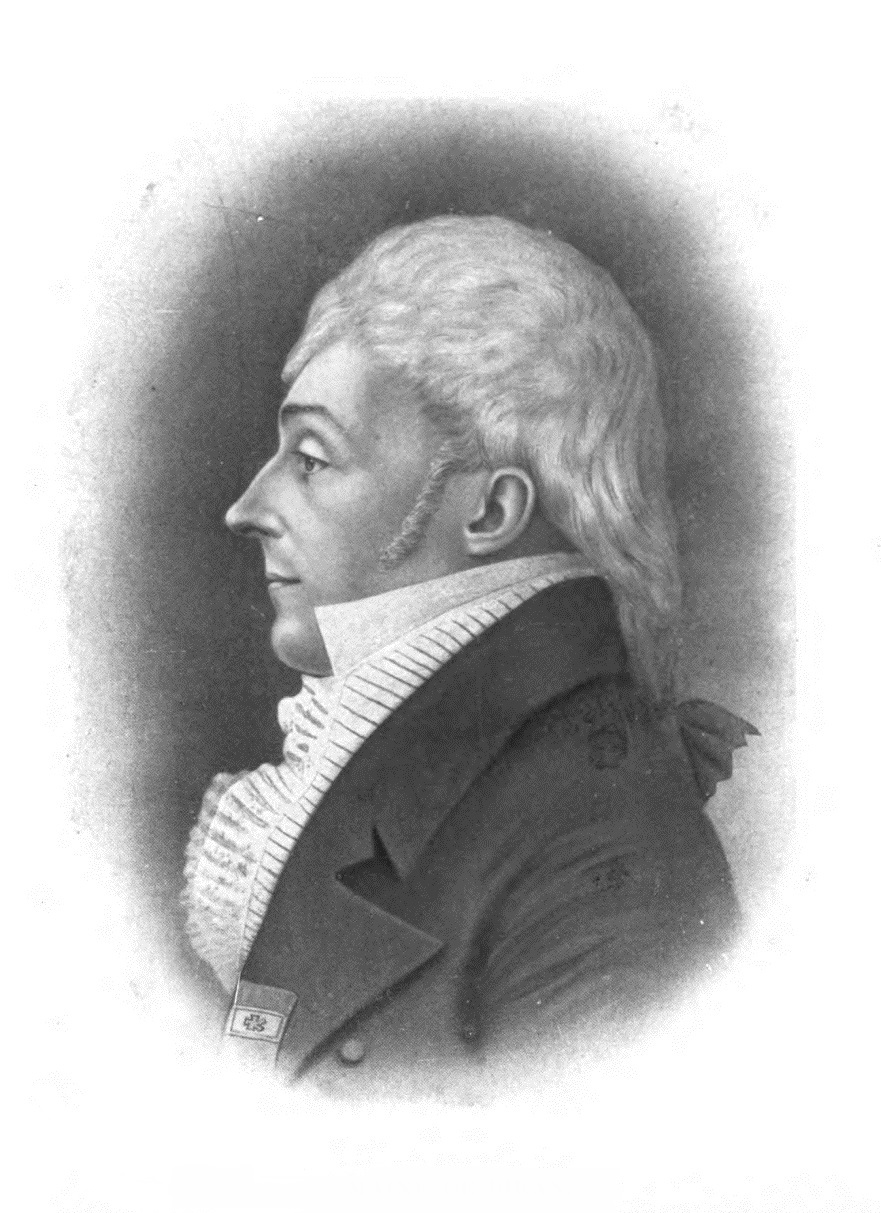
Portrait de Maine de Biran, l'un des initiateurs du spiritualisme français.

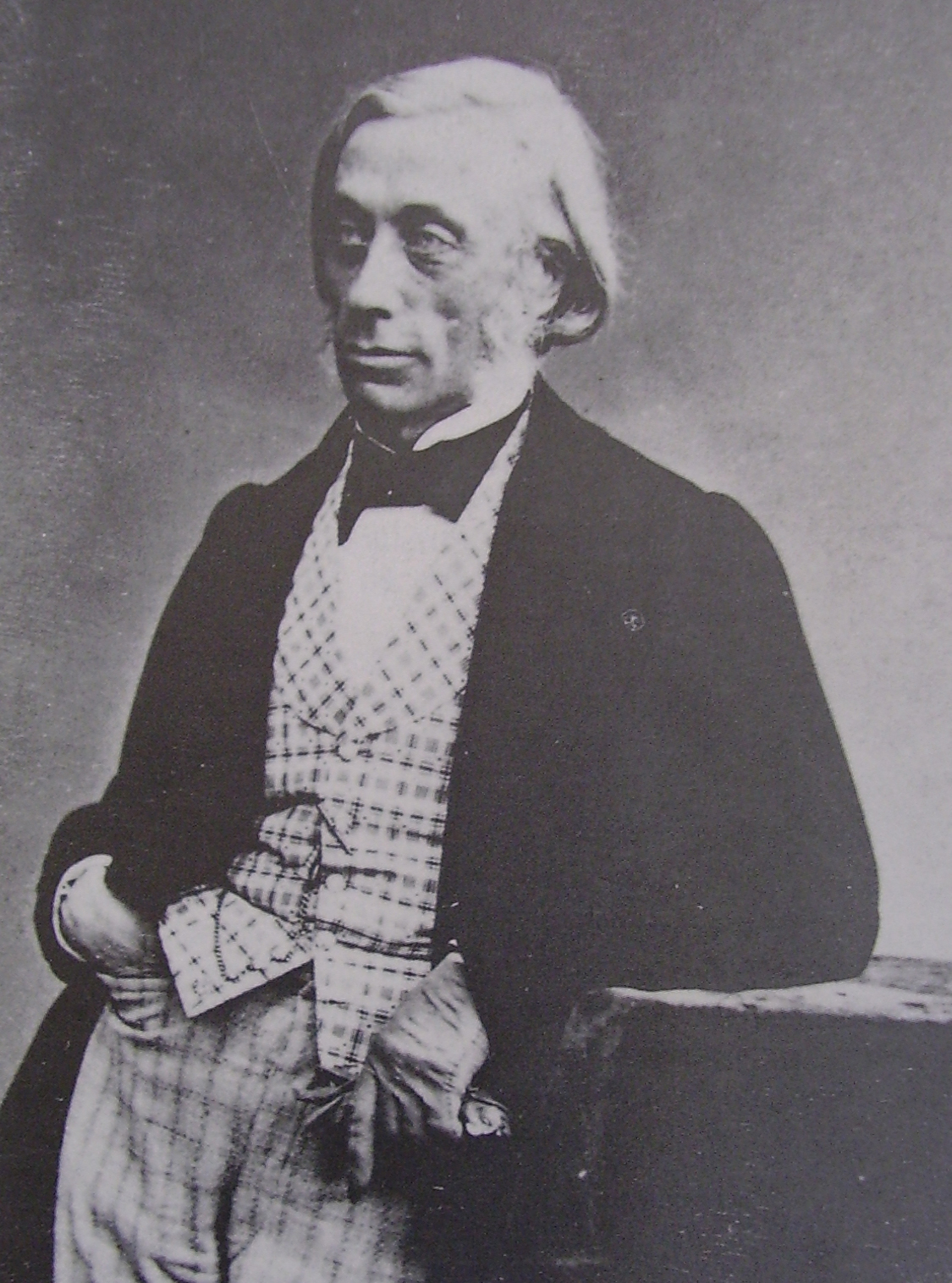
Félix Ravaisson, le premier à qualifier le courant dans lequel il s'inscrit de « réalisme spiritualiste ».

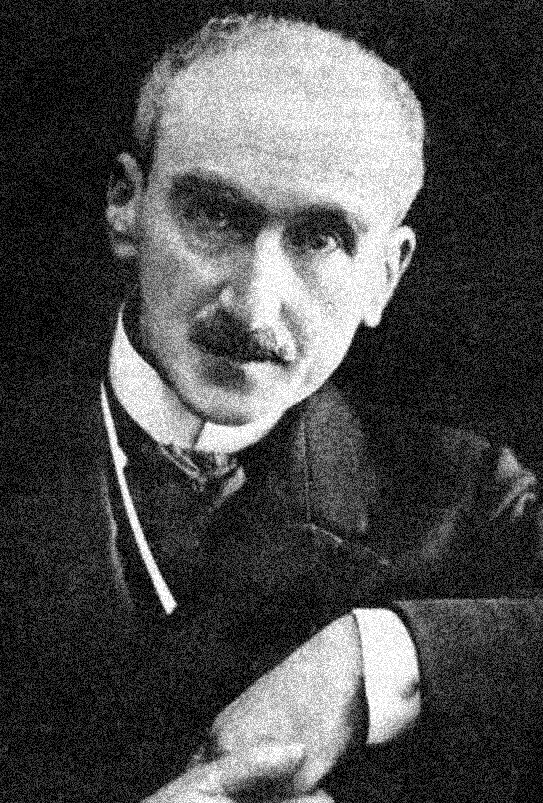
Henri Bergson, le représentant le plus célèbre du spiritualisme français.

Ses principaux représentants sont, dans l'ordre chronologique, Maine de Biran,  Félix Ravaisson, Jules Lachelier, Émile Boutroux, François Evellin, Henri Bergson, René Le Senne, Maurice Blondel, Édouard Le Roy, Jacques Chevalier, Louis Lavelle. Ils ont en commun de revaloriser des concepts de psychologie et de philosophie de l'esprit tels que l'habitude, l'inconscient, l'intuition, voire la foi, et de mettre l'accent sur ce qui précède à la fois le langage, l'explication intellectuelle et l'invention symbolique (dont font partie au premier chef les mathématiques). Ils s'opposent au positivisme et au scientisme en ce qu'ils considèrent que la science n'est pas la seule connaissance rigoureuse possible, et qu'une certaine métaphysique est apte à nous éclairer sur la nature des choses. Ils prennent leurs distances avec toute philosophie mécaniste (d'inspiration cartésienne), et parfois aussi avec la critique kantienne de la métaphysique (dans le cas de Bergson).
Dominique Janicaud rappelle cette opposition mutuelle du spiritualisme français au positivisme « strict », mais il range les spiritualistes Ravaisson et Bergson sous l'étiquette de « positivisme spiritualiste », parce qu'ils affirment la réalité de l'esprit, et fondent la connaissance métaphysique de la nature sur elle. La science se réserve, quant à elle, la connaissance de la matière, comme l'explique Bergson dans son essai « De la position des problèmes ».

Ravaisson range lui-même sa philosophie sous l'étiquette « spiritualisme ». Bergson le définit ainsi : 
« L'autre méthode ne tient pas seulement compte des éléments, mais de leur ordre, de leur entente entre eux et de leur direction commune. Elle n'explique plus le vivant par le mort, mais, voyant partout la vie, c'est par leur aspiration à une forme de vie plus haute qu'elle définit les formes les plus élémentaires. Elle ne ramène plus le supérieur à l'inférieur, mais, au contraire, l'inférieur au supérieur. C'est, au sens propre du mot, le spiritualisme. »

## Dialogue avec les sciences positives
Chacun des représentants du spiritualisme français a eu à cœur de discuter avec les sciences de son temps. Le Roy était mathématicien de formation, Bergson dialogua avec Einstein, Ravaisson se tenait au courant des dernières avancées en biologie expérimentale, comme le rappelle Dominique Janicaud. Dominique Janicaud affirme que les spiritualistes français, notamment Ravaisson et Bergson, ne sont pas irrationalistes au sens où ils récuseraient toute approche scientifique du monde, même s'ils fondent leur philosophie sur l'intuition, « souvent d'abord présentée en opposition au rationnel ». Ils souhaitent simplement délimiter, compléter et refonder sur des bases métaphysiques la connaissance scientifique.
En cela, les spiritualistes français sont les héritiers de Pascal, qu'ils commentent. Bernard Grasset écrit qu'« une chose est certaine, c'est qu'à la fois les spiritualistes et les existentialistes ont perçu en [Pascal] comme un grand devancier ».

## Deux directions du spiritualisme français
L'historien de la philosophie Henri Gouhier note qu'il y a deux directions au sein du spiritualisme français. Il écrit : 
« Biran, Ravaisson, Lachelier, Bergson... vues de haut, leurs œuvres tracent une même ligne qui symbolise le mouvement du spiritualisme en France au XIXe siècle. Vu de près, ce mouvement suit deux directions : ici, la spiritualité coïncide avec l'intériorité du vital ; là, elle se définit par une subjectivité radicalement différente de la vitalité. L'anthropologie biranienne inaugure cette seconde tradition : le bergsonisme est l'épanouissement de la première. »
Maine de Biran maintient un « dualisme du psychologique et du biologique », selon Gouhier, tandis que Ravaisson et Lachelier inventent les syntagmes « réalisme spiritualiste » et « positivisme spiritualiste » pour qualifier leur propre philosophie. Pour le premier, seul l'esprit humain est doué de volonté et est la cause libre de ses actes, tandis que pour les seconds (qui pourtant se réclament de la philosophie de Maine de Biran), c'est la vie tout entière qui est mue par une forme de volonté, d'essence spirituelle. Gouhier ajoute que selon les deux philosophes français, c'est « l'esprit qui donne la clé de la nature ». Pour Ravaisson et Lachelier, il existe une « intériorité cosmique » ou encore une « intériorité sans subjectivité ». Cette idée marquera le jeune Bergson, lecteur de Ravaisson et du traité Du Fondement de l'induction de Lachelier. Bergson dédie sa thèse Essai sur les données immédiates de la conscience à Lachelier.

## Philosophie de l'action
Pour Jean-Louis Vieillard-Baron, spécialiste de ce courant, le spiritualisme français explore en profondeur la philosophie de l'action : c'est une « inspiration commune ». La « conscience active » est « orientée vers l'avenir », et s'éloigne de la contemplation.